# 伊阿宋 (大祭司)
伊阿宋是犹太教第二圣殿时期公元前175年至171年间的以色列大祭司。根据《马加比二书》，伊阿宋以最高的出价从塞琉古帝国国王安条克四世获得了大祭司的职位，但后来墨涅拉俄斯又出价更高获得了该职位，从而引发了双方的争端。伊阿宋试图夺回大祭司之位未果，后被流放。